# Zone verte (urbanisme)
Pour les articles homonymes, voir Zone verte (homonymie).
 (mars 2014).
Si vous disposez d'ouvrages ou d'articles de référence ou si vous connaissez des sites web de qualité traitant du thème abordé ici, merci de compléter l'article en donnant les références utiles à sa vérifiabilité et en les liant à la section « Notes et références ».
Une zone verte est une zone du plan d'urbanisme intégralement ou presque intégralement préservée de toute urbanisation. Une zone verte permet l'expansion des eaux lors des crues. Les seuls permis délivrés ne le sont que pour des bâtiments d'intérêts publics.

## Concept
Une zone verte permet de rendre inconstructible le territoire classé comme tel. La création d'une telle zone répond souvent à des exigences écologiques. La zone verte « participe au stockage des eaux débordantes des crues en limitant les effets en amont et en aval », et bénéficie d'un droit particulier.
La création et la localisation de zones vertes font l'objet d'engagements citoyens dans les communes.